# Línea F (EMT Madrid)
La línea F (a efectos de numeración interna, 91) de la EMT de Madrid es una línea universitaria que recorre la Ciudad Universitaria de Madrid y la une con la Glorieta de Cuatro Caminos.

## Características
Como todas las líneas universitarias, ésta es una línea corta que vertebra la Ciudad Universitaria saliendo de Cuatro Caminos por la Avenida de la Reina Victoria.
La línea tiene recorridos diferentes en cada sentido, así cuando se dirige a la Facultad de Filosofía B, la línea rodea el Paraninfo, mientras que en dirección a Cuatro Caminos no pasa por el mismo. De igual manera, la bajada y la subida desde el final de la Avenida de Reina Victoria a la Ciudad Universitaria de Madrid se hacen por diferentes vías.
En septiembre de 2009, el horario de la línea se recortó, de modo que ahora ya no circula los sábados por la tarde.

### Frecuencias
| Periodo Lectivo / Excepto puentes, junio y septiembre |           |
| de lunes a jueves laborable                           |           |
| de 7:00 a 14:00                                       | 4-7 min   |
| de 14:00 a 20:00                                      | 6-8 min   |
| de 20:00 a 22:00                                      | 9-18 min  |
| viernes laborables                                    |           |
| de 7:00 a 14:00                                       | 5-9 min   |
| de 14:00 a 20:00                                      | 10-14 min |
| de 20:00 a 22:00                                      | 13-20 min |

## Recorrido y paradas

### Sentido Ciudad Universitaria
En dirección a la Facultad de Filosofía B desde Cuatro Caminos, la línea F sale desde la dársena situada en el centro de la Avenida de la Reina Victoria directamente a la avenida que recorre hasta desviarse a la derecha por la calle Beatriz de Bobadilla.
Tras recorrer esta calle en su totalidad, se incorpora al Paseo Juan XXIII para inmediatamente girar a la izquierda por la calle Ramiro de Maeztu, por la que baja hacia la Ciudad Universitaria saliendo al final de ésta a la calle José Antonio Novais, que pasa junto a las Facultades de Ciencias Geológicas y Biológicas.
A continuación, gira a la derecha por la Avenida Complutense rodeando el Paraninfo. En este tramo da servicio a las facultades de Mátemáticas, Química y Física, las escuelas de Telecomunicaciones e Informática y las facultades de Derecho y Filosofía y Filología.
Al final del rodeo del Paraninfo gira a la derecha hacia la calle Profesor Aranguren para dar servicio a la escuela de Caminos, Canales y Puertos y finalmente a la facultad de Geografía e Historia, donde tiene su cabecera.
| Código | Parada                                | Común con      | Conexiones con Metro | Otros |
| ------ | ------------------------------------- | -------------- | -------------------- | ----- |
| 2480   | CUATRO CAMINOS                        |                | Cuatro Caminos       |       |
| 1418   | Cruz Roja                             | 45 127 C2      |                      |       |
| 1416   | Ibáñez Ibero                          | 45 C2          | Guzmán el Bueno      |       |
| 2712   | Beatriz de Bobadilla                  | C2             |                      |       |
| 3278   | Ramiro de Maeztu-Juan XXIII           | 132            |                      |       |
| 5140   | Ramiro de Maeztu-Bernardo Torre Rojas | 132            |                      |       |
| 3292   | Ingeniería de Montes y Medio Natural  | 132            |                      |       |
| 3274   | Ciencias Biológicas y Geológicas      | 132            |                      |       |
| 1693   | Paraninfo-Matemáticas                 | 82 G U VAC-246 |                      |       |
| 4285   | Paraninfo-Telecomunicaciones          | 82 G U VAC-246 |                      |       |
| 5370   | Paraninfo-Informática                 | 82 G           |                      |       |
| 1696   | Paraninfo-Derecho                     | 82 G U VAC-246 |                      |       |
| 1694   | Paraninfo-Filosofía                   | 82 G U         |                      |       |
| 4287   | Escuela de Caminos                    | G              |                      |       |
| 4289   | Filosofía B                           | G              |                      |       |
| 4290   | CIUDAD UNIVERSITARIA                  | G              |                      |       |

### Sentido Cuatro Caminos

Mapa zonal de la estación de metro de Guzmán el Bueno con los recorridos de las líneas de autobuses, entre las que aparece el F.

La línea, en sentido Cuatro Caminos, inicia su recorrido en la calle Profesor Aranguren junto a la Facultad de Geografía e Historia, y la recorre dando servicio también a la escuela de Caminos, Canales y Puertos.
Al acabar la calle Profesor Aranguren, continúa recta por su continuación, José Antonio Novais, pasando frente a la Facultad de Ciencias Biológicas y Geológicas. Al final de esta calle gira a la izquierda por la Avenida Gregorio del Amo, que recorre en su totalidad hasta la Plaza de la Isla de Alborán, donde continúa su recorrido por la Avenida de la Moncloa hasta llegar a la Glorieta del Presidente García Moreno.
En este punto la línea toma la Avenida de la Reina Victoria, que recorre en su totalidad hasta llegar a la Glorieta de Cuatro Caminos, en la que da la vuelta para colocarse en la dársena central de la avenida donde tiene su cabecera.
| Código | Parada                              | Común con | Conexiones con Metro | Otros |
| ------ | ----------------------------------- | --------- | -------------------- | ----- |
| 4290   | CIUDAD UNIVERSITARIA                | G         |                      |       |
| 4288   | Escuela de Caminos                  | G         |                      |       |
| 4291   | Avenida Complutense-Jardín Botánico |           |                      |       |
| 3273   | Ciencias Biológicas y Geológicas    | 132       |                      |       |
| 3276   | Gregorio del Amo                    | 132       |                      |       |
| 5316   | Vicente Aleixandre                  |           | Vicente Aleixandre   |       |
| 185    | Metro Guzmán el Bueno               | 2 C1      | Guzmán el Bueno      |       |
| 1415   | Ibáñez Ibero                        | 45 C1     |                      |       |
| 1417   | Cruz Roja                           | 45 127 C1 |                      |       |
| 4284   | Cuatro Caminos (solo descenso)      | 45 127    | Cuatro Caminos       |       |
| 2480   | CUATRO CAMINOS                      |           | Cuatro Caminos       |       |